# Poliploidia
A poliploidia é uma mutação cromossômica, em que um ou mais conjuntos de cromossomos são adicionados ,ou seja um poliploide é qualquer organismo com mais de dois conjuntos de cromossomos (3n,4n,5n ou mais). Observação: o n é definido como um conjunto cromossômico.
Além disso, ela é comum nas plantas ,ou seja, é um mecanismo muito importante no surgimento de novas espécies de plantas. Percebe-se essa característica ao observar a agricultura,  que cultiva  alguns produtos como  trigo, algodão, aveia, batatas e cana de açúcar, os quais são resultado da poliploidia. 
Vale ressaltar que em animais ela é menos comum, mas é encontrada em alguns invertebrados como, peixes, sapos e lagartos.

## Autopoliploidia
A autopoliploidia é uma alteração que produz conjuntos extras de cromossomos dentro de uma mesma espécie decorrente de acidentes ocorridos durante os processos de meiose ou mitose. Ou seja, a não disjunção dos cromossomos (cromátides irmãs) na meiose produz um gameta diploide (2n) que posteriormente se une a um gameta haploide(1n), assim produzindo um zigoto triploide. Além disso, pode surgir também de autotetraploide que produzem gametas 2n e um diploide que produz gametas 1n (Pierce, 2016, p.361) Tal alteração pode ser induzida artificialmente por uma substância química,  a colchicina, que interrompe a formação do fuso, os quais estão localizados no centrômero sendo responsáveis por mover os cromossomos na divisão celular (Pierce, 2016, p.361)

## Alopoliploidia
É um estado em que a célula do indivíduo tem um genoma (conjunto de cromossomos) derivado de outros ancestrais que podem ter mais ou menos proximidade, portanto podemos chegar á conclusão  que esses genomas que são de origem distinta acabaram se juntando por meio da hibridização entre espécies no processo do cruzamento e fecundação entre essas diferentes espécies. Desse modo acaba por ocorrer uma grande variedade de indivíduos híbridos, uma vez que quando o genoma altera sua combinação acarreta no surgimento de mais grupos, famílias, gêneros e espécies.  

## Importância da poliploidia
Em humanos a poliploidia pode levar a  morte,  ainda na fase embrionária, causando um aborto espontâneo, “Estimativas de que uma fertilização humana resultará em aborto espontâneo, morte perinatal ou consequências graves de desenvolvimento são de 8% a 25% (com a maioria tendendo para a extremidade maior dessa faixa) devido a alterações cromossômicas numéricas por conta de erros na meiose ou na fertilização.” (SCHAEFER e THOMPSON, 2015, p. 100) e os poucos bebês que nascem podem acabar indo a óbito ainda muito novos ou sofrer com má formações e mosaicismo (mais conhecido como sindrome de down) “Mosaicismo é a presença de dois ou mais cariótipos diferentes, em um mesmo indivíduo ou tecido, devido à existência de duas ou mais linhagens celulares derivadas de um mesmo zigoto. Tais linhagens diferem entre si quanto ao número e/ou à estrutura dos cromossomos. O mosaicismo cromossômico resulta, normalmente, da não disjunção nas mitoses do início do desenvolvimento embrionário, com a persistência de mais de uma linhagem celular. O mosaicismo pode ser detectado pelo estudo cariotípico convencional, pela técnica FISH na interfase ou por microarranjos de CGH.” (BORGES - OSÓRIO e ROBINSON, 2013, p. 115)

A poliploidia possui uma importância comercial, quando observada em plantas, vemos que ela pode ser mais vantajosa e de certa forma mais fácil de se ter uma experimentação sobre, visto que os organismos vegetais são mais fáceis de se manusear em questão genética.
A humanidade busca melhorar as plantas e os animais selvagens a partir da seleção e da reprodução de características desejáveis. Essa reprodução resulta em plantas e animais domesticados que são comumente usados na agricultura vegetal e pecuária. No século XX, as criações se tornaram mais sofisticadas, já que os traços que os criadores selecionam incluem o aumento do rendimento, resistência a doenças, pragas, seca e melhor sabor. Essas características são transmitidas de uma geração para outra através de genes, que são codificados no DNA. Todos os seres vivos contêm genes que produzem componentes para as células funcionarem, e os cientistas aprenderam a identificar e trabalhar com os genes (DNA) que são responsáveis pelas características desejáveis. (MANSOUR, TREVISAN e DAGNINO, 2020, p.273)
Em organismos vegetais a poliploidia gera um aumento de diversas aspectos, como por exemplo um maior desenvolvimento, um melhor comportamento da célula visto que ela acaba sendo maior por conta de mais cromossomos e também por ter mais cromossomos a supressão de certos alelos recessivos prejudiciais acontece de forma mais fácil e com maior frequência. Porém pode acontecer uma constante esterilidade já que há uma distribuição assimétrica dos cromossomos, “O aumento no número de cromossomos na poliploidia está associado ao aumento do tamanho da célula, e muitos poliplóides são maiores que os diplóides. Os produtores usaram esse efeito para produzir plantas com folhas, flores, frutas e sementes maiores.” (PIERCE, 2016)
Também com uma importância evolutiva aos vegetais, observando-se que a poliploidia pode gerar novas espécies, já que cruzamentos híbridos acontecem de maneira muito mais facilitada em plantas e conseguem ser replicados também, oferecendo assim mais diversidade adaptativa ao organismo e vantagens, assim vemos que a poliploidia gera uma maior variabilidade de genes nas plantas aumentando sua capacidade evolutiva e diversificação.

## Ocorrência da poliploidia
A poliploidia ocorre de diversas formas na natureza, tanto por fatores naturais de duplicação de cromossomos homólogos quanto induzido pelo ser humano, como por exemplo com o uso da colchicina e outros métodos utilizados por geneticistas em seus experimentos.

Esse evento genético cria novos híbridos e é de suma importância na evolução de determinados grupos vegetais 
“A duplicação genômica por poliploidia é o principal contribuinte para o sucesso da evolução nos vários grupos.” (PIERCE, 2016).

### plantas
O fenômeno origina várias novas espécies com dito antes, principalmente quando tratamos do mundo vegetal, onde a ocorrência de alopoliploidias gera esses híbrido poliploides, ou melhor indivíduos que “são os derivados de hibridação interespecífica ou intergenérica” (UFSM-CCNE DEPARTAMENTO DE BIOLOGIA DISCIPLINA DE GENÉTICA AGRONOMIA;26 Unidade 3 – Genética de Poliplóides. Pag: 5) claro, as autopoliploidias são também comuns, criando espécies dentro de um gênero, algo que ocorre com diversas plantas comuns em nosso dia a dia, como as aveias da espécie Avena fatua (2n = 6x = 42) que é hexaplóide e estéril. 
O fenômeno da poliploidia pode causar a esterilidade nas plantas dependendo da quantidade de replicações que ocorrem no genoma, como observamos acima no caso da Avena fatua, mas isso não se mostra uma barreira para diversas espécies, já que as plantas também possuem crescimento vegetativo além da reprodução sexuada.
O cultivo e consequentemente a domesticação das plantas durante os séculos favoreceu a poliploidia dos gêneros e espécies do mundo vegetal, uma vez que flores e frutos maiores eram mais úteis ao ser humano do que as espécies selvagens e originais, um bom exemplo dessa seleção artificial que o ser humano impôs foi o caso da banana de cultivo comum (Musa spp.), onde temos indivíduos triplóides (3n=33) estéreis, os frutos são grandes e inférteis. Mas claro que nem em todos os casos de plantas poliplóides usadas por nós foram induzidas ou selecionadas pelo homem, o algodão do novo mundo e o trigo são alopoliploides naturais que acabaram por surgir de maneira espontânea segundo Anthony J. F. Griffiths em seu livro Introdução à genética. 

### Animais
Já no mundo animal, segundo Pierce, “A duplicação ocorreu duas vezes, uma no ancestral comum dos vertebrados com mandíbulas e novamente no ancestral dos peixes (Família Salmonidae pode ser citado como um exemplo conhecido). Alguns grupos de vertebrados, como determinados sapos e peixes, sofreram poliploidia adicional”.
Animais que se reproduzem por meio da partenogênese tendem a apresentar em seu genoma a poliploidia, isso ocorre em todos os grupos animais que se reproduzem assim, desde platelmintos que são mais basais até espécies de artrópodes que tendem a ser diversificados. 
Griffiths também nos traz em seu livro exemplos dentro dos cordados, ressaltando como o evento acaba sendo mais comum  do que pensamos em espécies de répteis e anfíbios destacando que “Eles apresentam diversos modos de reprodução: espécies poliplóides de rãs e sapos têm na reprodução sexuada, enquanto salamandras e lagartos poliplóides são partenogenéticos percebe-se que mesmo em cordados a partenogênese tem um papel essencial na poliploidização das espécies.”
Anteriormente, destacamos que a seleção artificial por flores e frutos maiores em plantas foi muito utilizado pelo ser humano através das décadas em que houve a domesticação dos vegetais úteis ao homem, nos animais isso não poderia ser diferente, existem sim casos onde a esterilidade de animais triploides e viáveis são explorados justamente em favor do comércio, um exemplo claro disso é apresentado por Griffiths, as ostras triplóides são muito mais úteis ao consumo por serem estéreis, já que não tem uma temporada de reprodução, nessa temporada de reprodução que as ostras comuns (diplóides) possuem elas não são próprias para o consumo humano, portanto as triplóides são comestíveis o ano todo.
Já nos mamíferos o poliploidia tende a causar a inviabilidade de embriões e o aborto espontâneo na maior parte dos casos, temos alguns estudos em andamento sobre os efeitos da poliploidia em grupos de zebuínos, porém como dito antes o embrião é inviável e geralmente morre e é abortado após o terceiro ciclo celular, existem também estudos em  células desses mesmos grupos que apresentam a poliploidização, porém a porcentagem é baixa e existem poucos estudos.

Vários fatores podem levar a poliploidização em mamíferos e estudos ainda estão sendo realizados, até agora o que se sabe sobre as causas básicas são erros na fertilização. 
“As poliploidias poderiam ser explicadas devido a erros na fertilização, levando à penetração de mais de um espermatozóide no óvulo, e/ou à não expulsão do segundo corpúsculo polar ou ainda à fertilização de um óvulo diplóide por um espermatozóide."  (PIRES, et. al. p. 135) 

## Exemplos
Isso acontece nas plantas, na Aveia (Avena sativa), possui um genoma de 7 cromossomos e pertence à família Poaceae, subfamília Poidea, tribo Aveneae e gênero Avena, tendo combinações de AA, CC, AABB, AACC e AACCDD, todos encontrados na natureza. Tendo em vista esse grupo possui membros que divergem entre si, isso por conta da translocação que acaba formando estéreis híbridos.
As bananas cultivadas, as quais são diferentes das espécies selvagens por não apresentarem sementes, em muitos casos poliplóides, isto é, com mais de dois conjuntos de cromossomos. Assim, o cruzamento entre as plantas de espécies diplóides (2n) musa acuminata e musa balbisiana deram origem a maioria das variedades de banana, ou seja, as bananas e bananas terra, as quais são uma fonte de alimento importante que fornece amido e calorias a centenas de milhões de pessoas, são frutos da poliploidia. Em ênfase a isso nos países industrializados as bananas são as frutas mais consumidas, os americanos, por exemplo consomem mais de 100 milhões de toneladas de bananas anualmente. 
Outro exemplo de poliploidia, dessa vez em mamiferos, uma espécie de rato (rompa  Tympanoctomys barrerae) tetraplóide (4n) que possui 102 cromossomos por célula somática, isso causa um aumento no tamanho das células do fígado e na cabeça do espermatozoide em comparação com os seus parentes diplóides. Apesar disso, ele possui divergências na literatura e alguns cientistas não aceitam a sua poliploidia. Acredita-se que a origem dessa espécie está relacionada com a hibridação de espécies diferentes de roedores, como Octomys mimax e Pipanacoctomys aureus.